# LAV III
O LAV III é um veículo blindado desenvolvido pela General Dynamics Land Systems do Canadá, entrando em serviço em 1999. Ele foi fabricado em cima do modelo Piranha IIIH 8x8 suíço.
Exportado de forma limitada, é o principal veículo de combate dos exércitos canadense e neozelandês.

## Utilizadores
- Canadá
  - Exército canadense – 651
- Nova Zelândia
  - Exército Neozelandês – 105 NZLAVs
- Arábia Saudita
  - Exército Saudita (guarda nacional) – 19
- Colômbia
  - Exército Colombiano – 32[3]
- Estados Unidos
  - Exército Americano - Os Estados Unidos usam o Stryker ACV, da General Dynamics, baseado no modelo canadense. Há mais de 4 400 unidades em serviço (2014).